# Weiblicher Akt mit Hut
Weiblicher Akt mit Hut (Vrouwelijk naakt met hoed), ook wel Weiblicher Halbakt mit Hut getiteld, is een schilderij van de Duitse expressionistische kunstschilder Ernst Ludwig Kirchner uit 1911, olieverf op doek, 76 x 70 centimeter. Het is een portret van zijn toenmalige geliefde Doris 'Dodo' Grosse. Het werk bevindt zich thans in de collectie van het Museum Ludwig te Keulen.

## 'Dodo'
Nadat Kirchner in 1905 te Dresden een architectenopleiding afrondde koos hij voor de schilderkunst en richtte met studiegenoten het expressionistische genootschap Die Brücke op. Rond die tijd leerde hij ook de modiste Doris Grosse (1884-1936) kennen, door hem al snel 'Dodo' genoemd. Van 1906 tot 1911 zou ze zijn belangrijkste model worden. Van 1908 tot 1911 waren ze geliefden en woonden ze samen, waarbij ze hem voor een belangrijk deel ook financieel onderhield. Kirchner leek in die periode helemaal in de ban van zijn 'Dodo', schilderde haar talloze keren, en schreef haar later: 'met jou ging ik volledig op in een delicate frisse levenslust, op het gevaar af ten onder te gaan. Je gaf me de kracht je schoonheid te benoemen in het zuiverste beeld van een vrouw ooit gecreëerd'.
Kirchner schilderde Doris Grosse tweemaal naakt met een hoed op, wat als een verwijzing naar haar beroep kan worden gezien. De eerste keer was in 1906, zijn eerste naaktportret van haar. Weiblicher Akt mit Hut is zijn laatste portret van 'Dodo' en wordt wel beschouwd als een afscheidsgroet. Inmiddels een beroemd kunstschilder zou hij Dresden en zijn 'Dodo' in 1911 onverwacht verlaten, verhuisde naar Berlijn en zou spoedig daarna een nieuwe muze vinden in Erna Schilling. Nadat hij het hier besproken werk in Berlijn voltooide wilde hij het in Dresden bij Dodo laten bezorgen, met een brief waarin het hiervoor aangehaalde citaat was opgenomen. Ze weigerde gedecideerd.

## Afbeelding
Weiblicher Akt mit Hut toont Kirchners geliefde Dodo met hoed, in een wit kleed met bloemenmotieven, geschilderd in de kenmerkende stijl van het vroege werk van Kirchner en 'Die Brücke'. Het kleurgebruik is anti-naturalistisch, evenals de structuur. De contouren worden benadrukt door dikke donkere lijnen, als bij een houtsnede. Het gebruik van grote vlakken en krachtige primaire kleuren verraadt de invloed van het fauvisme en de primitieve kunst. De ogenschijnlijk schetsachtige opzet van het werk, met afwisselend dikke en dunne penseelstreken, creëert een gevoel van dynamiek, die de expressiviteit van het portret benadrukt. 'Vormen en kleuren zijn niet mooi op zichzelf', zei Kirchner ooit, 'alleen wanneer ze uit een bezielde wens zijn voortgekomen'. Deze uitspraak zou als exemplarisch voor het expressionisme gaan gelden.

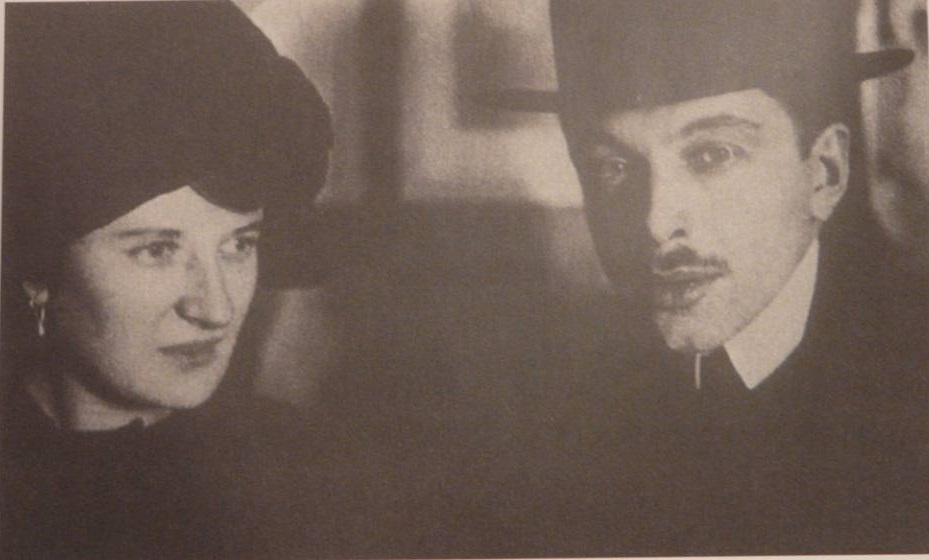
Doris Grosse en Kirchner in Dresden, ca. 1910

Het portret van Dodo laat duidelijk Kirchners voorliefde voor mondaine thema's zien. Niettegenstaande de zinnelijke uitstraling van het werk, extra benadrukt door de ronde belijningen van haar lichaam, is haar naaktheid en de pose die ze aanneemt op geen enkele wijze obsceen. Kirchner geeft zijn geliefde model een natuurlijke houding, zoals hij haar waarschijnlijk vaker zag. Daardoor krijgt haar naaktheid iets vanzelfsprekends en de situatie een ontspannen en authentiek karakter. Weiblicher Akt mit Hut wordt wel beschouwd als een van de mooiste portretten van het vroege expressionisme.

## Collectie Josef Haubrich
Weiblicher Akt mit Hut werd in 1924 aangekocht door de Duitse jurist Josef Haubrich (1889-1961). Haubrich was een verwoed verzamelaar van moderne kunst, en bezat een groot aantal expressionistische en postimpressionistische werken van grote kunsthistorische waarde. Tijdens het nazi-bewind werden veel van deze werken echter als Entartete Kunst bestempeld, waaronder ook alle werken van Kirchner. Haubrich verborg zijn verzameling echter in verschillende depots, breidde deze zelfs nog uit met werken die in 1937 uit de Duitse musea werden geweerd, en redde zo een groot aantal belangrijke kunstwerken van de ondergang. Haubrich schonk zijn verzameling in 1946 aan de het Wallraf-Richartz-Museum en het Ludwig Museum te Keulen, waar Weiblicher Akt mit Hut nog steeds te zien is. In de jaren vijftig, toen de Keulse musea nog in wederopbouw waren, maakte het schilderij deel uit van een door heel West-Duitsland reizende expositie van moderne kunstwerken, welke bijna twintig jaar niet meer in het openbaar te zien waren geweest.